# Christuskirche (Warstade)
Die ev.-luth. Christuskirche Warstade in der niedersächsischen Kleinstadt Hemmoor-Warstade, Kirchplatz 10, Samtgemeinde Hemmoor, im Landkreis Cuxhaven, stammt aus dem 19. Jahrhundert.
Die Kirche gehört zum Kirchenkreis Cuxhaven-Hadeln im Sprengel Stade der Ev.-luth. Landeskirche Hannovers.
Aktuell (2024) wird sie genutzt.
Das Gebäude steht unter Denkmalschutz (siehe auch Liste der Baudenkmale in Hemmoor).

## Geschichte und Beschreibung
Hemmoor ging 1968 aus den sechs ehemals selbständigen Gemeinden Basbeck, Warstade, Hemm, Westersode, Hemmoor und Heeßel hervor. Das nördliche Warstade wurde 1255 erstmals erwähnt.

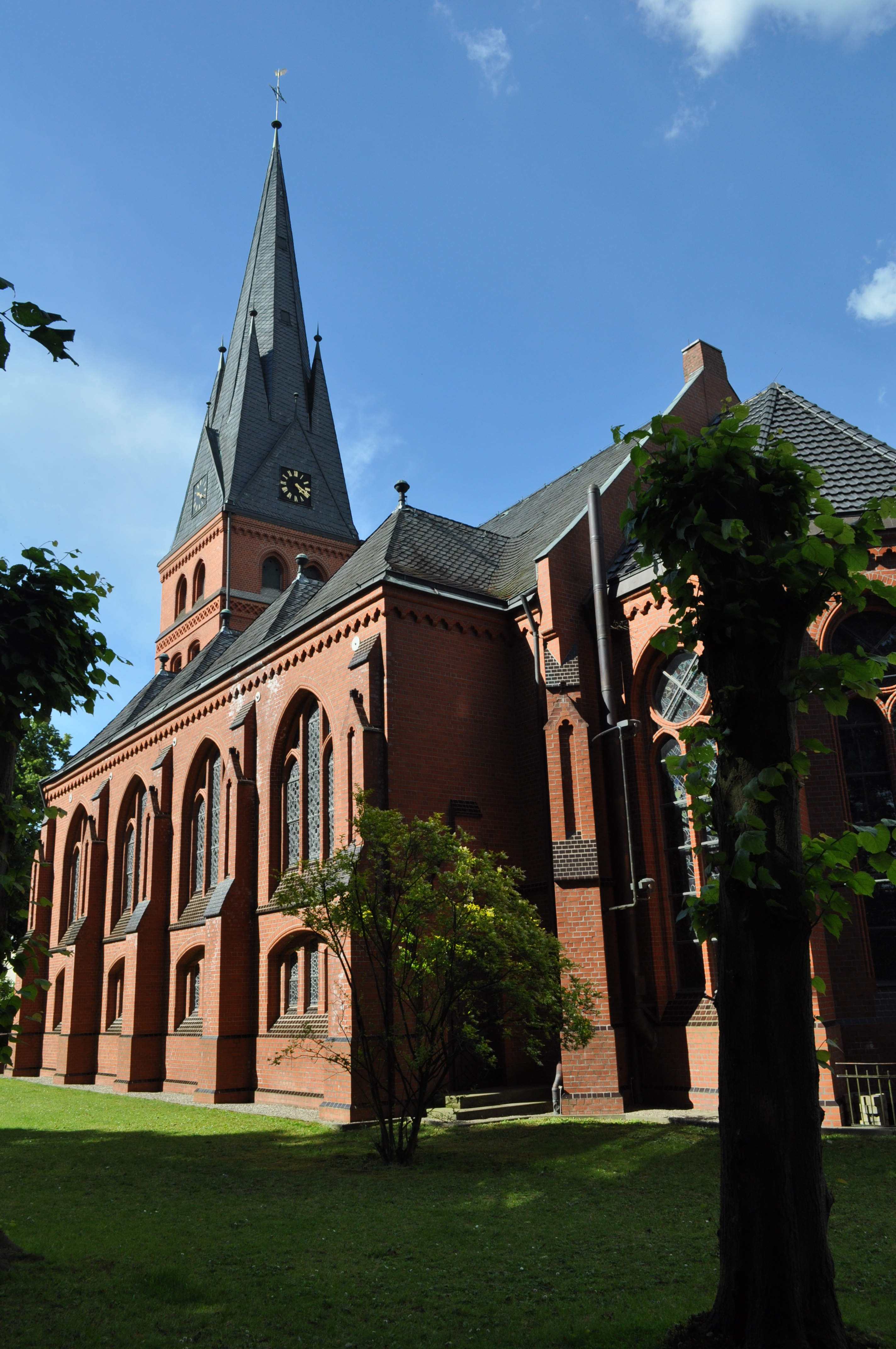
Südosten mit Chor

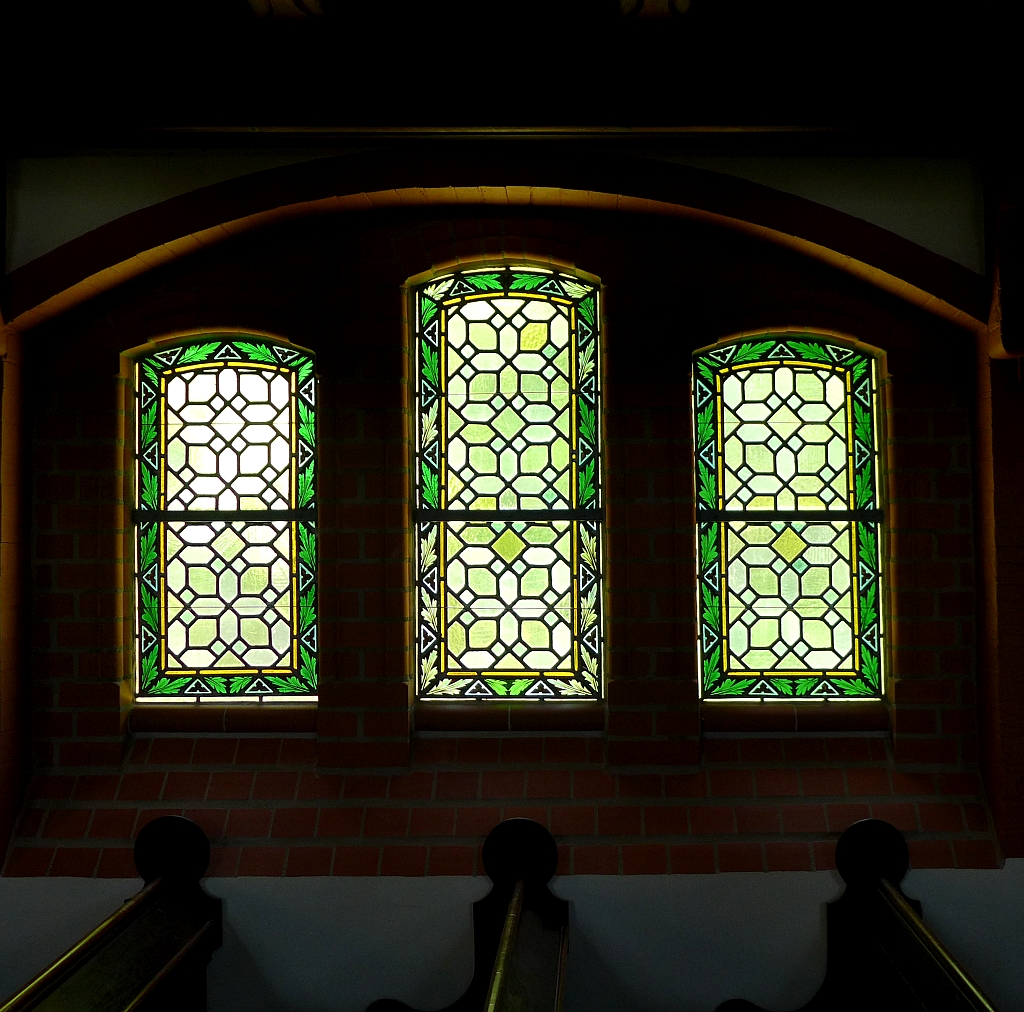
Bleiverglasung

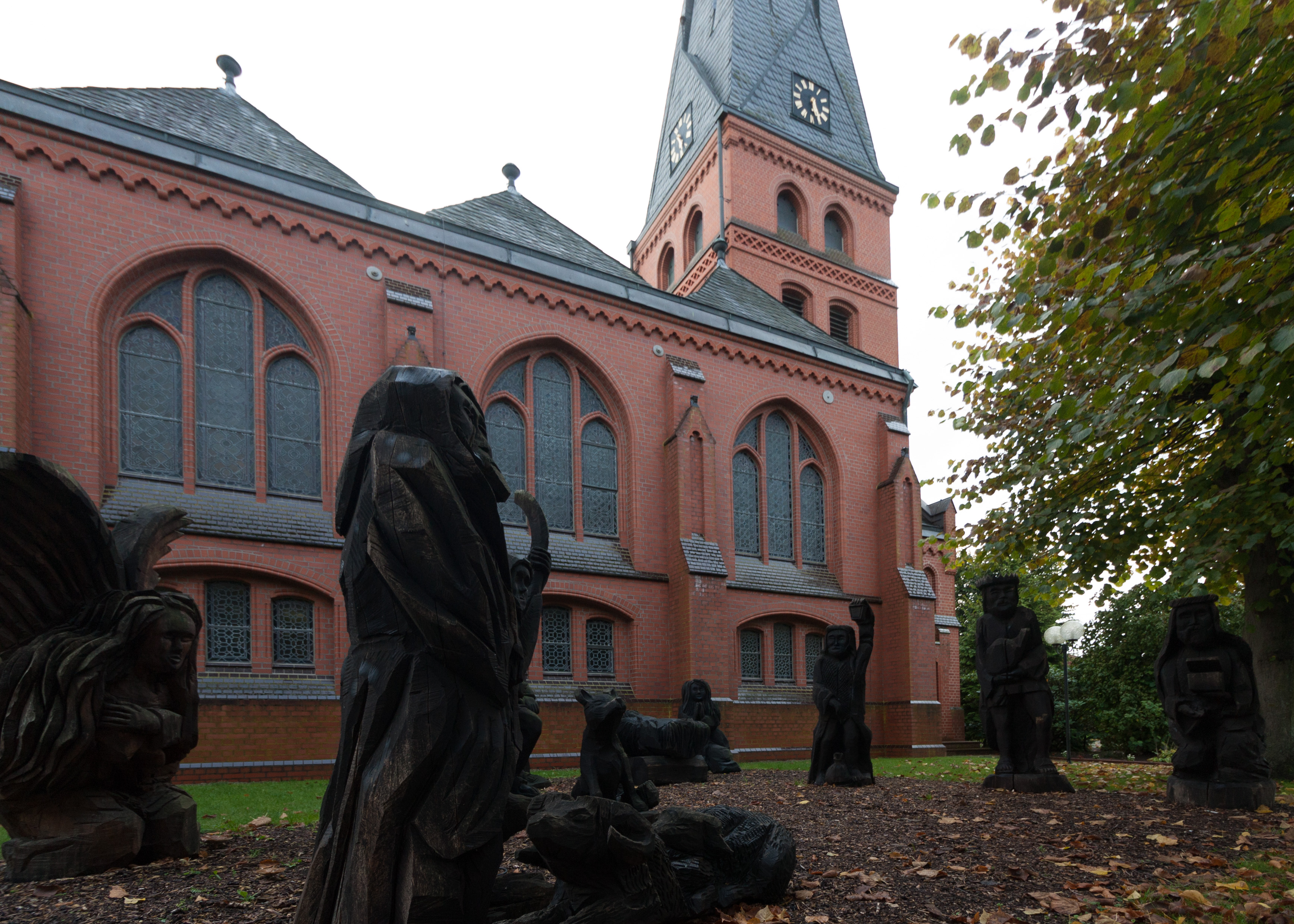
Skulpturen vor der Kirche

Um 1300 gehörte Warstade zu der acht Kilometer entfernten Kirchengemeinde Lamstedt. Am Ende des 18. Jahrhunderts unternahmen 16 Bürger aus Warstade den ersten Versuch, eine eigene Kirche zu gründen. Eine Umpfarrung zum näheren Basbeck wurde zunächst genehmigt. Aufgrund der wachsenden Bevölkerung nach Gründung der Zementfabrik in der zweiten Hälfte des 19. Jahrhunderts nahm die Einwohnerzahl stark zu. 1885 belief sich die Zahl der lutherischen Bevölkerung in Warstade auf rund 1230. Die Lamstedter Pastoren predigten deshalb seit den 1880er Jahren regelmäßig in den Schulen von Warstade und Westersode. 1898 erhielt Warstadt sein eigenes Gotteshaus. 1903 wurde eine Pfarrstelle von Lamstedt auf die neue Kirchengemeinde Warstade übertragen.
Gebäude: Die historisierende Saalkirche auf Sockel in Backsteinen mit Faltdach in Schieferdeckung wurde 1897/98 auf einem erhöhten Kirchplatz nordöstlich einer ehemaligen Kreidegrube des örtlichen Zementwerkes nach Plänen von Eduard Wendebourg (Hannover) gebaut. Neogotische und neoromanische Elemente bestimmen den Stil. Im Südosten ist ein eingezogener polygonaler Chor und anschließend die Sakristei als Polygonalbau, beide mit Walmdächern. Die Außenwände mit abgestuften Strebepfeilern haben zweigeschossige Fensterbahnen an den Längsseiten und Maßwerkfenster im Chor. Ein Archivoltenportal befindet sich im Nordwesten sowie zwei Nebenportale  an der Südostseite beidseitig des Chores.
Turm: Der fünfgeschossige quadratische Turm im Nordwesten mit der dreigeschossigen Eingangsfront hat einen hohen Rautenhelm in Schieferdeckung und seitliche niedrige Treppenhäuser mit Pultdächern.
Inneres: Dreiseitige seitenschiffähnliche langgezogene Emporen in Holzkonstruktion mit eingebauten Räumen. Raumabschluss durch auf Konsolen und Holzstützen aufliegende sowie mit Zugankern abgespannte Trapezdecke aus Holz. Chorraum mit Kreuzrippengewölbe überspannt und durch halbrund abgefassten Triumphbogen gerahmt. Bodenbelag: Estrichboden mit eisernen Heizungsgittern im Kirchenschiff und Ornamentfliesen im Chorraum.
Ausstattung: Aus der Erbauungszeit sind vorhanden: Altarretabel, Holzkanzel, Taufstein, Orgelprospekt, Kirchenbänke und Bestuhlung, schmiedeeiserne Leuchter. Die Ausmalung erfolgte bis 1901 durch August Olbers, die figürlichen Glasfenster stammen von der Firma Henning & Andres, Hannover.

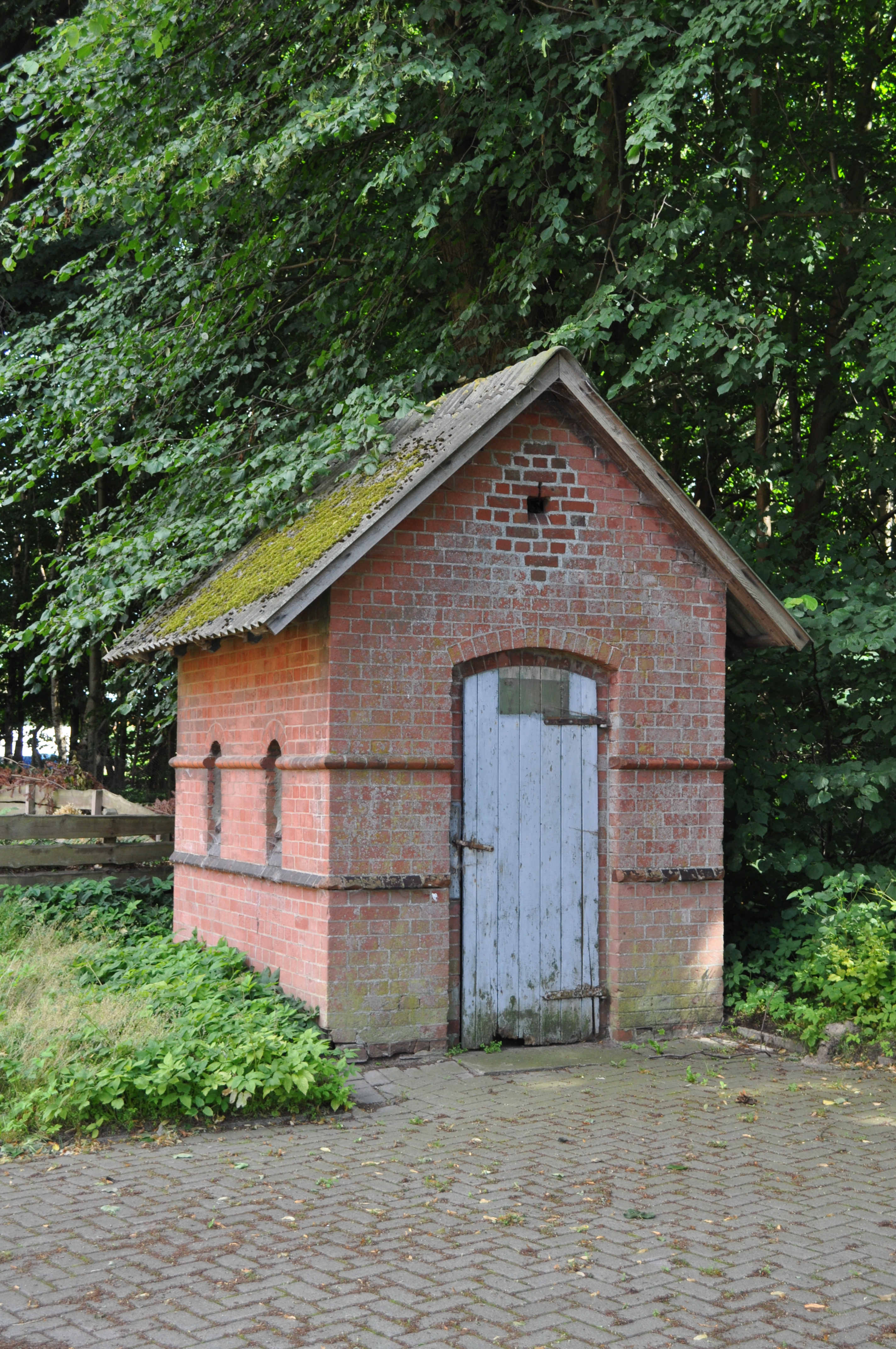
Abort

Freifläche: Die denkmalgeschützte  Freifläche reicht bis an den Wald heran, meist als Rasen, und umgibt die Kirche.
Abort von 1897/98 in Backstein, eingeschossig, rechteckig mit Satteldach, südlich der Kirche.
Das Landesdenkmalamt befand u. a.: „… komplexer Entwurf, der in der Konzeption und Ausstattung des Raums den zeittypischen Vorstellungen des protestantischen Kirchenbaus entspricht. … Bemerkenswert ist die bis ins Detail erhaltene Innenausstattung der Kirche aus der Erbauungszeit.“